# Дубровиця Велика
Дубровиця Велика (пол. Dąbrowica Duża, Домбровиця-Дужа) — село в Польщі, у гміні Тучна Більського повіту Люблінського воєводства. Населення — 310 осіб (2011).

## Історія
За даними етнографічної експедиції 1869—1870 років під керівництвом Павла Чубинського, у селі переважно проживали греко-католики, які розмовляли українською мовою.
Під час Другої світової війни у селі діяла українська школа, у якій у 1941 році навчалося 27 учнів.
У 1975—1998 роках село належало до Білопідляського воєводства.

## Населення
Демографічна структура станом на 31 березня 2011 року:
|          | Загалом | Допрацездатний вік | Працездатний вік | Постпрацездатний вік |
| -------- | ------- | ------------------ | ---------------- | -------------------- |
| Чоловіки | 147     | 35                 | 93               | 19                   |
| Жінки    | 163     | 37                 | 89               | 37                   |
| Разом    | 310     | 72                 | 182              | 56                   |